# DC Towers
DC Towers (również Donau City Towers) – zespół dwóch wieżowców w Wiedniu, w Austrii, zaprojektowanych przez Dominique'a Perraulta. Pierwszy budynek, DC Tower 1, został otwarty 1 października 2013 roku. Jest to najwyższy budynek w Wiedniu oraz w całej Austrii.  Data rozpoczęcia budowy DC Tower 2 nie jest jeszcze znana. Koszt budowy wyższej wieży wyniósł 300 milionów euro.
Kompleks ubiega się o certyfikat ekologiczny LEED na poziomie złotym lub platynowym.

## Przeznaczenie
Na piętrach od trzeciego do piętnastego oraz na pierwszym znajduje się czterogwiazdkowy hotel sieci ME by Meliá dysponujący 350 pokojami, którego otwarcie zaplanowano na początek 2014 roku. Do hotelu należą również restauracja oraz bar na 57. oraz 58. piętrze. Na drugim piętrze mieści się centrum fitnessu „John Harris”. Od 16. do 56. znajduje się powierzchnia biurowa (piętra 53–56 mają możliwość zmiany przeznaczenia na dwukondygnacyjne apartamenty). Wśród najemców części biurowej znalazły się firmy takie jak Baxter International, Artur Worseg, HSG Zander.